# Parabeloniscus
Parabeloniscus is een geslacht van hooiwagens uit de familie Epedanidae.
De wetenschappelijke naam Parabeloniscus is voor het eerst geldig gepubliceerd door Suzuki in 1967. 

## Soorten
Parabeloniscus omvat de volgende 3 soorten:
- Parabeloniscus caudatus
- Parabeloniscus nipponicus
- Parabeloniscus shimojanai